# Amanda Celeber
Amanda Celeber, född 28 april 2000, död 15 oktober 2023, var en varmblodig travare. Hon är mest känd för att ha blivit mamma till Tamla Celeber, som räknas som ett av de bästa stona i Sverige.

## Bakgrund
Amanda Celeber var ett brunt sto efter Express Ride och under Judy Tim (efter Lindy's Crown). Hon föddes upp av Celeber Data & Ekonomikonsult AB och ägdes av Stall Celeber. Hon tränades och kördes under hela tävlingskarriären av Kjell Wallin.

## Karriär
Amanda Celeber tävlade mellan 2003 och 2006, och sprang in 874 000 kronor på 47 starter varav 4 segrar, 7 andraplatser och 7 tredjeplatser. Hennes största tävlingsmerit var när hon kom på tredje plats i Svenskt Trav-Oaks (2003) bakom Giant Diablo och Minnesota.

### Som avelssto
Hennes första avkomma Tamla Celeber visade tidigt talang på travbanorna, och kom att springa in 8,3 miljoner kronor under tävlingskarriären. Även avkommorna Odessa Celeber och Sidney blev miljonärer under hennes livstid.
Hon är via Tamla Celeber mormor till bland annat Forfantone Am och Imhatra Am.